# ديفيد غراي (دبلوماسي)
ديفيد غراي (بالإنجليزية: David Gray)‏ هو دبلوماسي أمريكي، ولد في 1870 في بوفالو في الولايات المتحدة، وتوفي في 1968 في ساراسوتا في الولايات المتحدة.